# Hydrophoria pullata
Hydrophoria pullata är en tvåvingeart som beskrevs av Wu, Liu och Wei 1995. Hydrophoria pullata ingår i släktet Hydrophoria och familjen blomsterflugor.
Artens utbredningsområde är Guizhou (Kina). Inga underarter finns listade i Catalogue of Life.